# Гат (град)
Гат (хебр. גת је древни филистејски град, један од пет царских градова, споменутих у Библији, постојао до 9. века п. н. е. (Нав. 13:3, 1Цар. 6:17).
Град се налазио између данашњег Јерусалима и Ашкелона. Био је један од пет филистејских градова-држава који је по Библији био дом краља Акхиша и филистејског ратника Голијата, кога је убио Давид.(1Цар.17: 4.23); У њему се привремено сместио Давид, скривајући се од Саула.
Био је смештен на брду (сада Тел ес-Сафиер), и имао је јаку позицију (2Пар.11: 8) на граници Филистејаца са јеврејским племенима. Уништен је у ратовима у 9. веку п. н. е.
Године 2015. пронађени су остаци Гата, у близини села Тел ел Сафи. Пронађени су остаци монументалне капије за коју се верује да је управо она коју је чувао Голијат како је описано у Старом Завету и утврђеног зида који говори о величини древнога града.